# Emmanuel Ojeda
Pedro Emmanuel Ojeda (Goya, 5 novembre 1997) è un calciatore argentino, centrocampista dell'Huracán in prestito dall'Universidad de Chile.

## Caratteristiche tecniche
È un centrocampista centrale.

## Carriera

### Club
Cresciuto nelle giovanili del Rosario Central, esordisce in prima squadra (e, contestualmente, anche nella prima divisione argentina) il 29 ottobre 2016 nel match pareggiato 1-1 contro l'Huracán.

### Nazionale
Nel 2017 partecipa con la nazionale Under-20 argentina al campionato sudamericano di categoria, disputando 2 incontri.

## Statistiche

### Presenze e reti nei club
Statistiche aggiornate al 19 maggio 2025.
| Stagione                    | Squadra                     | Campionato                  | Campionato | Campionato | Coppe nazionali | Coppe nazionali | Coppe nazionali | Coppe continentali | Coppe continentali | Coppe continentali | Altre coppe | Altre coppe | Altre coppe | Totale | Totale |
| Stagione                    | Squadra                     | Comp                        | Pres       | Reti       | Comp            | Pres            | Reti            | Comp               | Pres               | Reti               | Comp        | Pres        | Reti        | Pres   | Reti   |
| --------------------------- | --------------------------- | --------------------------- | ---------- | ---------- | --------------- | --------------- | --------------- | ------------------ | ------------------ | ------------------ | ----------- | ----------- | ----------- | ------ | ------ |
| 2016-2017                   | Rosario Central             | PD                          | 2          | 0          | CA              | 0               | 0               | -                  | -                  | -                  | -           | -           | -           | 2      | 0      |
| 2017-2018                   | Rosario Central             | PD                          | 0          | 0          | CA              | 1               | 0               | -                  | -                  | -                  | -           | -           | -           | 1      | 0      |
| 2018-2019                   | Rosario Central             | PD                          | 4          | 0          | CA+CdS          | 1+0             | 0               | CL                 | 1                  | 0                  | -           | -           | -           | 6      | 0      |
| 2019-2020                   | Rosario Central             | PD                          | 11         | 0          | CA+CM           | 1+7             | 0+1             | -                  | -                  | -                  | -           | -           | -           | 19     | 1      |
| 2021                        | Rosario Central             | PD                          | 20         | 1          | CA+CdL          | 0+4             | 0               | CS                 | 9                  | 0                  | -           | -           | -           | 33     | 1      |
| 2022                        | Rosario Central             | PD                          | 0          | 0          | CA+CdL          | 0+10            | 0+1             | -                  | -                  | -                  | -           | -           | -           | 10     | 1      |
| Totale Rosario Central      | Totale Rosario Central      | Totale Rosario Central      | 37         | 1          |                 | 24              | 2               |                    | 10                 | 0                  |             | -           | -           | 71     | 3      |
| 2022                        | Universidad de Chile        | PD                          | 14         | 1          | CC              | 6               | 0               | -                  | -                  | -                  |             | -           | -           | 20     | 1      |
| 2023                        | Universidad de Chile        | PD                          | 24         | 0          | CC              | 0               | 0               | -                  | -                  | -                  | -           | -           | -           | 24     | 0      |
| 2024                        | Universidad de Chile        | PD                          | 11         | 0          | CC              | 5               | 0               | -                  | -                  | -                  | -           | -           | -           | 16     | 0      |
| Totale Universidad de Chile | Totale Universidad de Chile | Totale Universidad de Chile | 49         | 1          |                 | 11              | 0               |                    | -                  | -                  |             | -           | -           | 60     | 1      |
| 2025                        | Huracán                     | PD                          | 15         | 1          | CA              | 1               | 0               | CS                 | 5                  | 0                  | -           | -           | -           | 21     | 1      |
| Totale carriera             | Totale carriera             | Totale carriera             | 101        | 3          |                 | 36              | 2               |                    | 15                 | 0                  |             | -           | -           | 152    | 5      |

## Palmarès

### Club

#### Competizioni nazionali
- Copa Argentina: 1

Rosario Central: 2017-2018
- Copa Chile: 1

Universidad de Chile: 2024